# Marićit
Marićit (eng. maricite) je vrsta minerala koja pripada skupini fosfata, arsenata i vandata. Kemijska formula mu je NaFe2+PO4. Nazvan je po hrvatskom akademiku Luki Mariću profesoru mineralogije i petrologije.  Prirodna nalazišta marićita se nalaze oko Big Fish River područja u Yukonu, Kanada. Marićit su otkrili i prvi opisali Sturman, Mandarino i Corlett 1977. godine.

## Kemijska svojstva
Na temelju istraživanja La Page i Donnay (1977.) kemijska formula mu je Na1,00(Fe0,90-Mn0,06Mg0,03Ca0,01)PO4 ili jednostavnije NaFe2+}PO4. Idealni kemijski sastav dobiven na temelju šest analiza s električnom mikrosondom glasi (mas. %) : 16,5 Na2O, 0,8 MgO, 0,0 CaO, 3,1 MnO, 37,4 FeO, 42,5 P2O5. Prema Ong i dr. (2011.) natrij-ionske baterije imaju mnogo potencijala te bi u budućnosti, ako će to biti potrebno, mogle zamijeniti litij-ionske baterije kao izvor energije. U svrhu istraživanja ovih baterija marićit je razmatran kao potencijalna sirovina pri izradi baterija. Međutim, prilikom ispitivanja marićita znanstvenici su došli do zaključka kako on ipak nije pogodan za dobivanje baterije. Razlog tomu je što u strukturi marićita nema kanala duž kojih bi došlo do difuzije.

## Struktura
Marićit je natrijev ferofosfat koji pripada skupini fosfata, arsenata i vandata prema Strunzovoj klasifikaciji. Kristalizira u rompskom sustavu, rompsko bipiramidnom razredu (2/m 2/m 2/m ili skraćeno mmm), prostorna grupa Pbnm u holoedriji. Holoedrima nazivamo one forme koje imaju najveću moguću simetriju kao i najveći broj ploha. Kristalna struktura marićita se sastoji od kationa natrija okruženog s deset aniona kisika u nepravilnoj koordinaciji. Oko željeza nalazi se nepravilan tetraedar sačinjen od kisika. Fosfatni tetraedar je gotovo pravilan s dvije kraće i dvije duže veze. Jedna polovina atoma kisika je okružena s dva atoma željeza, natrija i fosfora, a druga polovina je okružena s tri atoma natrija, jednim atomom željeza i fosfora. Dimenzije ćelije marićita su sljedeće: a=6,861(Å), b=8,987(Å), c=5,045(Å), Z= 4. N.

## Fizička svojstva
Prema istraživanju uzorka marićita Sturman, Mandarino i Corlett (1977.) su odredili kako je tvrdoća marićita u rasponu od 4-4,5, dok mu je gustoća 3,66 g/cm³. Nema kalavost. Može imati neravan ili iverast lom. Proziran je ili providan. Može biti bezbojan, blijedo siv ili blijedo smeđ, a sjaj mu je staklast. Crt bijel. Marićit se obično nalazi u obliku izduženih agregata duž [100] duljine oko 15 cm. Izduženi agregati su međusobno subparalalni ili radijalni. Forme u kojima kristalzira marićit su sljedeće: {010}, {011}, {012}, {032}.

## Optička svojstva
Optičke karakteristike marićita odredili su Sturman, Mandarino i Corlett (1977.). Marićit je anizotropni dvoosni mineral. Ne pokazuje pleokroizam. Optičke konstante su a=X, b=Y, 2V(izmjereno)=43,5°, 2V(izračunato)=43°. Mineral ne fluorescira pod ultraljubičastim zračenjem. Disperzija svjetlosti u marićitu je mala, r>v. Indeksi loma za marićit su sljedeći nα=1,676, nβ=1,695, nγ= 1,698.

## Lokaliteti pojavljivanja
Obično se nalazi u fosfatnim nodulama u sideritnim željeznim rudama u asocijaciji s vivijanitom, kvarcom, piritom, ludlamitom, apatitom.
Prirodna nalazišta marićita se nalaze oko Big Fish River područja u Yukonu, Kanada. Pronađen je i u dijelovima željeznog meteorita u Cape Yorku, Australija. Istraživanje akcesornih minerala provedeno je na meteoritu pomoću električne mikrosonde. Osim marićita pronađena su još tri fosfatna minerala; buchwaldit te dva još nepoznata minerala. Fosfat, za kojeg se pretpostavlja da je najvjerojatnije marićit, kompozicijski je blizu NaFe2+PO4, s nešto magnezija i mangana koji zamjenjuju željezo. Buchwaldit (NaCaPO4) i marićit imaju različite strukture, stoga imaju malu međusobnu topljivost.

## Vanjske poveznice
1. Mineralienatlas - Fossilienatlas
2. Marićite
3. Maricite mineral data